# Družec
Družec (deutsch Druschetz) ist eine Gemeinde im Okres Kladno, Mittelböhmen. Sie liegt etwa 7 km südwestlich von Kladno und rund 30 km westlich von Prag an der Bundesstraße 6, die durch den Nordteil der Gemeinde führt. Družec liegt auf 375–400 m Seehöhe am Fluss Loděnice.

## Geographie
Östlich der Gemeinde erhebt sich der 429 m hohe Berg Veselov, an dem sich auch ein kleines Naturschutzgebiet befindet, in dem seltene und geschützte Pflanzen wachsen z. B. die Wiesen-Küchenschelle. Das Gemeindegebiet umfasst 7,12 km². Es gibt 827 Einwohner. Die Postleitzahl lautet 273 62.

## Geschichte
Die älteste Erwähnung von Družec stammt aus dem Jahr 1320, die Pfarrei wird erstmals 1352 erwähnt. Das bedeutendste Kulturdenkmal des Ortes ist die Wallfahrtskirche Mariä Himmelfahrt, die, original gotisch, aus der ersten Hälfte des 14. Jahrhunderts stammt. Um das Jahr 1690 wurde sie in barockem Stil umgebaut und erweitert. Bemerkenswert ist auch eine 1674 errichtete Sandsteinstatue der Jungfrau Maria, eine Arbeit von Jiří Gran aus Doksy. Die größte Wallfahrt findet immer am Sonntag nach dem 2. Juli statt. In der Nähe der Kirche, an der Friedhofsmauer, befindet sich ein ca. 180 cm hoher und 56 cm breiter urzeitlicher Menhir aus Sandstein, der „Zkamenělec“ genannt wird. Um ihn ranken sich auch verschiedene Volkssagen, wonach es sich um versteinerte Sünder, Lästerer oder Meineidige handeln soll.

## Wappen
Das gespaltene Wappen zeigt vorn eine Schrägteilung in Blau und weiß mit einer Rose in verwechselter Farbe. Hinten ist in Silber ein blauer schmaler Wellenbalken von links oben nach rechts unten.

## Weblinks

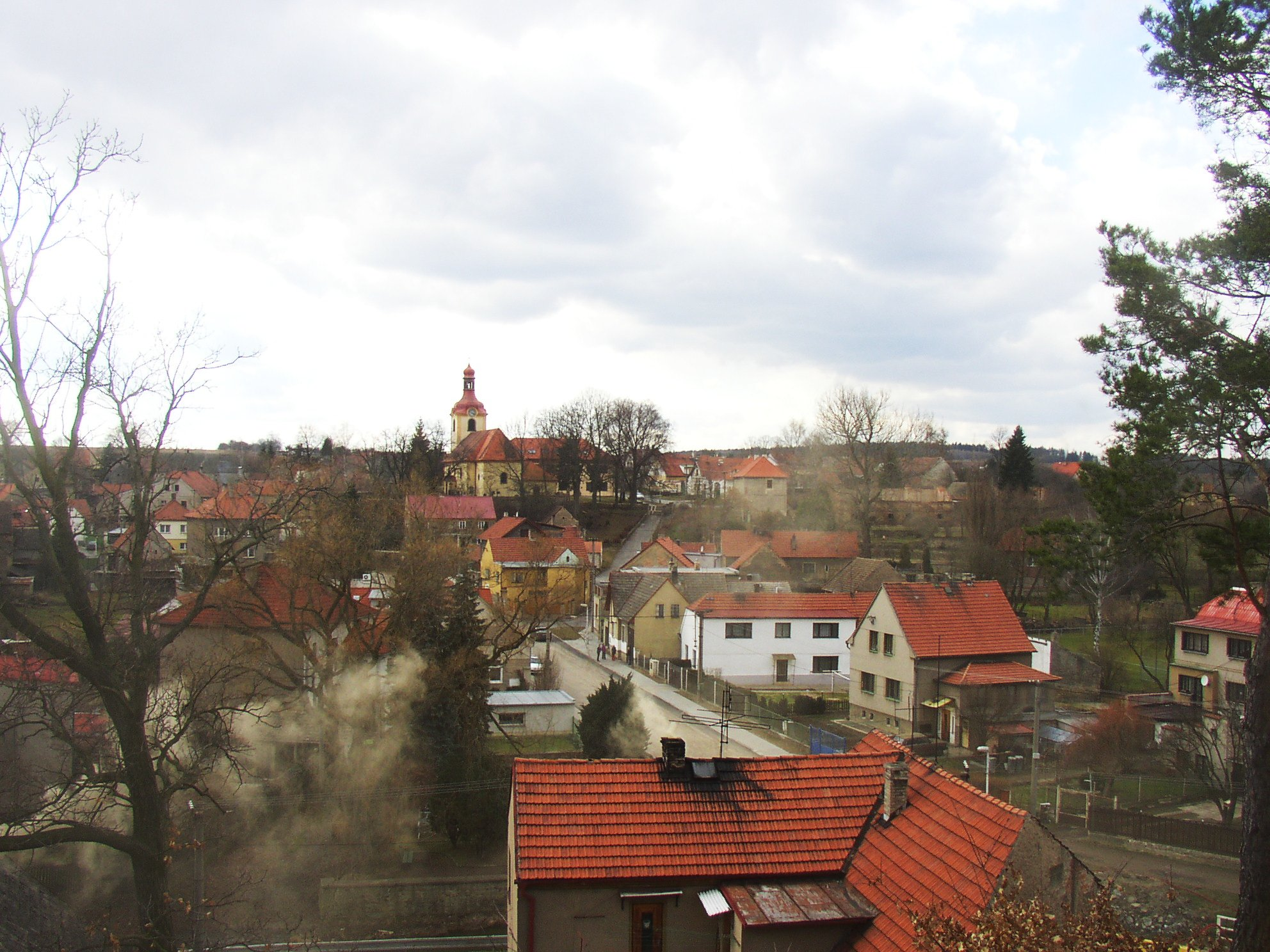
Družec
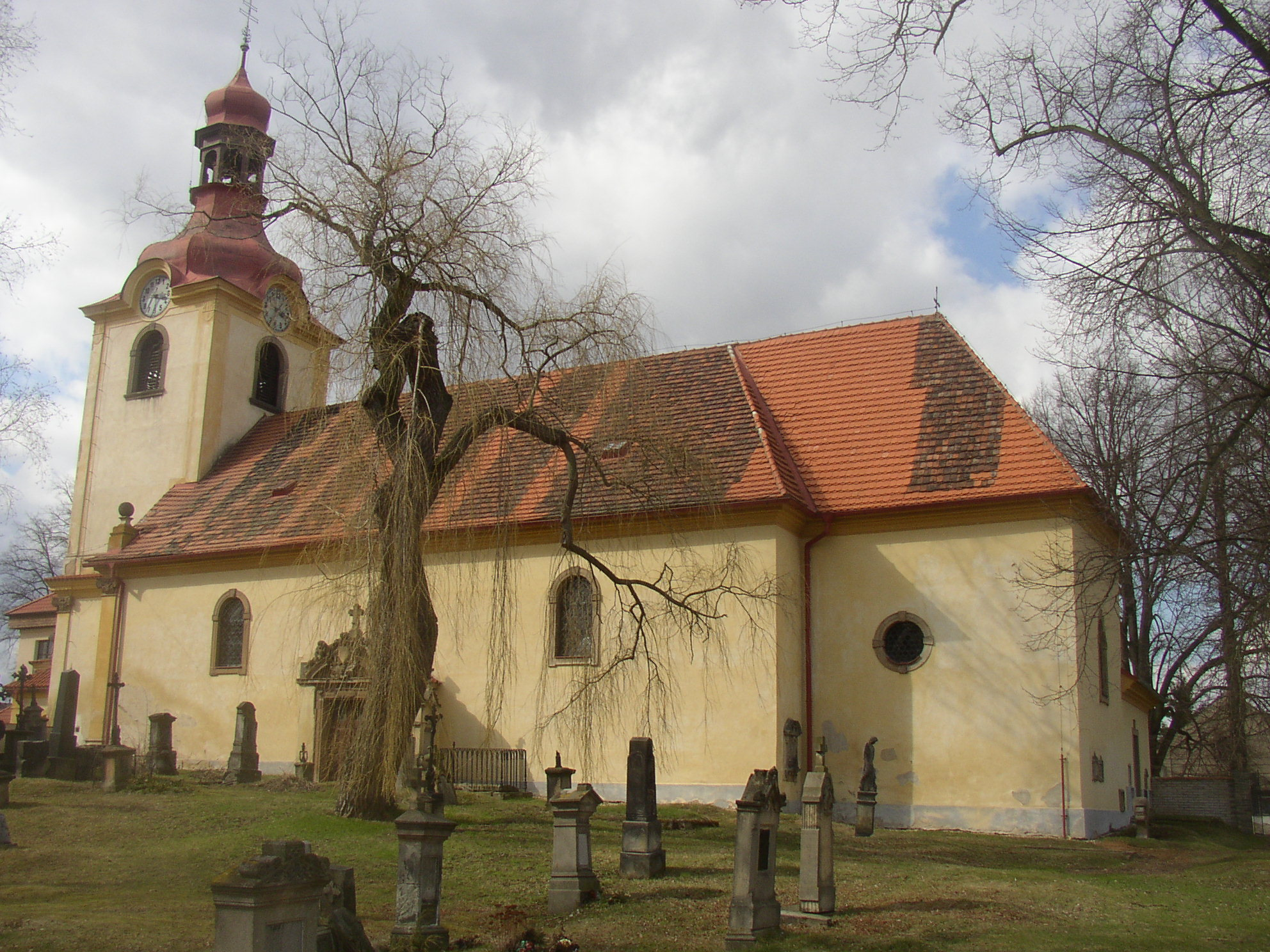
Kirche Mariä Himmelfahrt
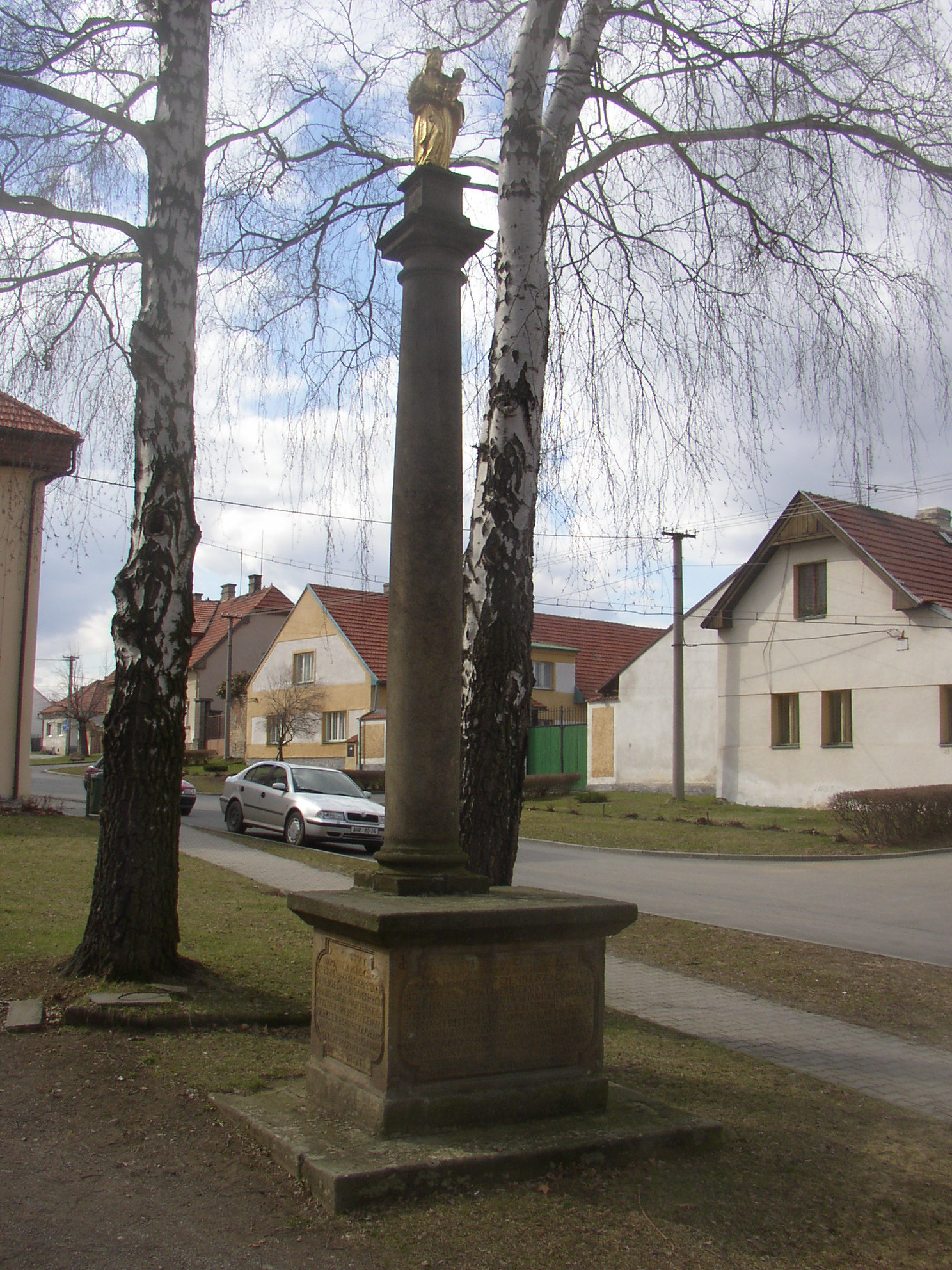
Statue der Jungfrau Maria
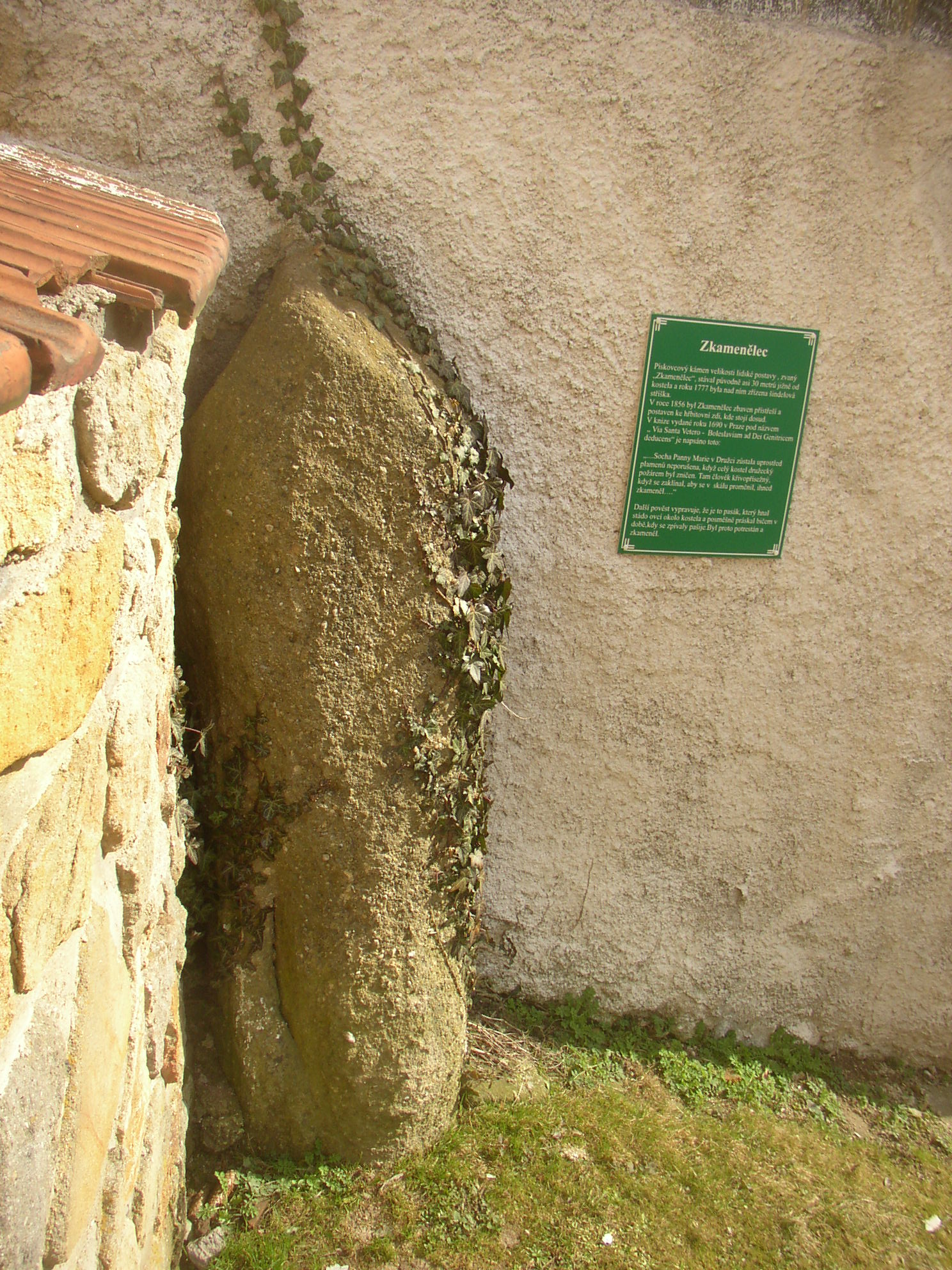
Zkamenělec